# 十二大戦
『十二大戦』（じゅうにたいせん）は、西尾維新、中村光による日本のライトノベル。JUMP j-BOOKS（集英社）より2015年5月から2017年12月まで刊行された。

## あらすじ
どこかの世界。十二年に一度、十二支の戦士が集い争う「大戦」があった。その名は、『十二大戦』。今回は十二回目。頂点に立った一人は「どうしても叶えたいたったひとつの願い」を成就する事が出来る。十二人の戦士はそれぞれの想いを胸に、戦場に赴く。殺し殺される戦士達の物語。

## 登場人物

### 十二支の戦士
順番は「子」から「亥」に至る干支の一般的な記順に基づく。名前は「十二支の戦士」としての名前 / 本名の順。
寝住（ねずみ）/ 墨野 継義（すみの つぎよし）
声 - 堀江瞬
「子」の戦士。3月3日生まれ。身長170センチ。体重55キロ。欲しいものは『夢が欲しい』。肩書きは『うじゃうじゃ殺す』。A型。
戦士最年少で、プロテクタースーツを着た銀髪の高校生。細身の剣を武器にする。基本は寝ており、学校でもクラスメイトに「ねずみ」呼ばわりされており、すぐそっぽを向かれる。しかし、「君には夢も希望もないのかい？」と言う女の子（声 - 本泉莉奈）とは会話を交わす仲。学校の成績は悪くはないが賢いわけでもない。戦闘能力はあまり高くなく、後述する能力の可能性の中では庭取や異能肉との交戦に当たって逃げ回った挙句に殺されている。
確率世界に干渉し百通りの分岐を同時に実行し、一つを真実として確定する能力『ねずみさん（ハンドレッド・クリック）』を使用する。またシミュレートといっているが、実際は自身が知り得ないはずの情報を取得でき、相手も自分に対して既視感を覚えたりする。ある前提のもとに百回試して無理そうであればその前提自体を放棄することで101番目の可能性とすることができる。能力自体は非常に強力であるが、そもそも彼自身の能力が他の面子に比べてさして高くないのが問題であり、百回試しても不可能なものは不可能である。さらに、試行の過程で受けた苦痛や恐怖といったものは全て蓄積されてしまう上に脳の過負荷で普段から眠気に苛まれている。また、百回試してもダメだった時の絶望感への恐怖もあり、彼自身じゃんけんくらいにしか使えない能力と認識している（このため、「試行回数を千に増やす」という願いは放棄した）。達観した性格も、様々な分岐を試してきたことから正解や正しい道という概念を否定するようになったため。
百通りの分岐の中で唯一生き残った、作中で描かれた世界を確定し、第十二回十二大戦に優勝した。なお、終章でのドゥデキャプルとの問答の様子や作中で迂々真が篭城した金庫内に出現したのも「ねずみさん」による擬似的な人海戦術でバリケードの隙間を探し出したという回想から、実際には百通りの分岐の中でもことあるごとに能力を使用している。
「どうしても叶えたいたったひとつの願いと割とそうでもない99の願い」では99通りの願いの候補を試した後、願いを叶える権利を持っていたことを忘れるために願いを行使した。これは、彼が人の感情を無碍にできるほど無粋でもなければ人のために尽くせるほど献身的でもなく、適当な願いに飛びつくほど強欲でもなければ願ったものを途中で投げ出せるほど諦めがいい訳でもなく、叶えた後のことを考えられない無計画でもなければ有意義な願いの叶え方を思いつけるほど賢くもないという彼の「質」によるもの。結果、さしたる希望も志もない自分が、希望や志のあった者たちを葬ってまで叶える願いとして選出できなかった。そして、決まった願いは「99の願いを忘れさせたい」と心を叫んだ。それ以降は、学校では願っても無いように満ち足りた顔をして寝に来るようになる。泳げない。
『十二大戦対十二大戦』では開始時点で自身が勝利したはずの記憶を有しており、「ねずみさん」を酷使したことで発生した致命的なバグのような分岐と推測している。破局を予感しつつも十二支の戦士同士の戦闘を回避できる好機と捉えていたが、しかし実は本人は大戦が開始される前に殺害されフレンド・シープに成り代わられていた。
失井（うしい）/ 樫井 栄児（かしい えいじ）
声 - 梅原裕一郎
「丑」の戦士。2月2日生まれ。身長181センチ。体重72キロ。欲しいものは『助けが欲しい』。肩書きは『ただ殺す』。
長身長髪で闘牛士の衣装を着ており、角のように見える部位があるが本当の角かは不明。細身の割には大食漢で、禁酒をしている。5歳の頃から戦場に出ていた。使用武器は量産品のサーベル「牛蒡剣（ごぼうけん）」。語尾に「だがね」とつけることが多い。
能力はなく、わけがわからないと喩えられるほど純粋に強く、「皆殺しの天才」と称されている。その戦闘力たるや、腕を骨ごと容易く両断し、サーベルの刺突で頭蓋骨を貫通させることができるほど。ただし、斬撃に特化したスペックであるため、これを無効にするような特性持ちには弱い。
正しいことをただ正しく行うことを信条としており、過去に妬良と出会ったことで信条を完成させているが、戦いに巻き込まれた一般人と誤解しており、再会した後も面影を感じはしても気付いていない。
十二大戦開始直後に憂城の能力に気付き、憂城が殺すよりも先に自身が他の戦士を殺すことで憂城の手駒の増加を防ぐように立ち回る。妬良と手を組み、憂城と交戦し彼を自死に追いやる。死体となった憂城と戦闘を続けるが、憂城の体内に潜んでいた砂粒に抑え込まれ膠着状態に陥り、憂城や砂粒の死体ごと自身を吹き飛ばすという寝住に賛同し、「醜怪送り」の爆発に巻き込まれ消滅した。
『十二大戦対十二大戦』では、戦士達の前で名乗った直後に、寝住に擬態していたフレンド・シープに首を撥ねられ殺害された。
妬良（とら）/ 姶良 香奈江（あいら かなえ）
声 - 五十嵐裕美
「寅」の女戦士。1月1日生まれ。身長154センチ。体重42キロ。欲しいものは『正しさが欲しい』。肩書きは『酔った勢いで殺す』。
トラ耳のカチューシャにトラ柄のブラジャーとパンツ、サイハイブーツを身につけている。友達とショッピングに行っては最後は飲み会になり、いつも酔ってばかりいる。
威圧感を消し自身を弱く見せる技量に長ける。酔拳の使い手であり、はいつくばって獣のような体勢から攻撃を行う。
元々は真っ直ぐな性格だったが、社会の矛盾や歪みを許容できず自ら折れて曲がった過去を持つ。当初は空手スタイルの武術使いであったが、この頃から酒に溺れた果てに現在のスタイルを得た。失井とは曲がった時期に出会っており、心の師として仰いでいた。
憂城との戦いで致命傷を負い「死体作り」の対象下に置かれないように失井の手で殺されることを望み、死亡した。
『十二大戦対十二大戦』では、ドクター・フィニッシュを非戦闘要員と誤認したため、ルック・ミーに気を取られた隙きを突かれ安楽死させられた。
憂城（うさぎ）
声 - 岡本信彦
「卯」の戦士。戦士の名以外、ほとんどのパーソナリティが不明。欲しいものは『お友達が欲しい』。肩書きは『異常に殺す』。
筋肉質な肉体をしており、バニーガールの男性版とでもいうべき上半身裸にホットパンツとサスペンダー、巨大なウサギの尻尾の飾りとうさ耳カチューシャを付けている。両腕に持った大鉈「三月兎」と「白兎」を武器にする。
殺した相手と本人に曰く「お友達」になれる（使役できる）能力『死体作り（ネクロマンチスト）』の使い手。操られた死体はバラバラになってもそれぞれの破片が自律行動を行う。この状態でも各人の特殊能力は使用可能。使役する死体が殺した相手にも能力の効果は及ぶが、知能を持たない死体による殺害では手段をコントロールできず使役不可能な状態にしてしまう可能性があると理解してからは、とどめは自分で刺すことにしている。弱点は火であり、死体を焼かれると能力が解除される。また、凍らされたり骨だけにしたりすると動く事はなくなる。逆にそれ以外では切り刻もうがミンチにしようが動ける範囲であれば動くことができ、失井にとってはひたすら相性が悪い。また、急速再生するといった能力はないため、身動きが取れないほど細切れにされると単独での活動再開には時間がかかってしまう(再生できない訳ではない)。生首状態の断罪・弟の視界を参考にしたかのような描写があるが、感覚共有が可能なのかは不明。
死体を操る汎用性の高さからトリッキーな戦法を使うが、死体は彼にとってあくまでも「友達」であり、捨て駒にするような使い方はできない。また、寝住と意気投合した分岐の存在や 『十二大戦対十二大戦』において対十二星座の戦犯の共闘に賛同したことなど、生きた人間とのコミュニケーションが不可能というわけでもない。
失井と妬良の即席タッグと交戦し「生きている人間同士が信頼を結べる」という憂城にとってあり得ない光景を見たこともあり、殺される寸前に自殺を選び、自身の能力の対象下に自身を置くことで死体となった後も脱落することなく十二大戦を継続する。自殺直後の段階で失井によって細切れにされるも、砂粒を操作して筋線維や小腸、歯といった人体のパーツを使って無茶苦茶な設計を無理矢理体を修復した上で、奇襲のために砂粒をその内部に潜ませた。かくして奇襲は成功し、失井を押さえつけることに成功するが無茶な計画のために崩壊した体を修復している隙に寝住が回収した必爺の「醜怪送り」によって消滅した。
『十二大戦対十二大戦』では、戦士達の前で名乗った直後に寝住に擬態していたフレンド・シープによって殺害された。
断罪兄弟（たつみ きょうだい）兄 / 積田 長幸（つみた ながゆき）
声 - 江口拓也
「辰」の戦士。11月11日生まれ（戸籍上）。身長164センチ。体重58キロ。欲しいものは『何も欲しくない』。肩書きは『遊ぶ金欲しさに殺す』。
「巳」の戦士（剛保）とは双生児で容貌がほとんど同じ。声を発し一人称を言わなければ、他人から容易に識別できない（長幸は自分を「俺様」と呼ぶ）。なお、断罪の家は十二大戦で候補者を二人擁立することで勝率を上げるスタンス。
金の折り合いがつけばどんなことも引き受ける戦犯に近い戦士であり、その姿勢から戦争裁判にかけられたこともあるが、バロン・スーにより無罪と判決されている。悪事で稼いだ金を慈善事業に使い込むという『遊び』を、退廃的に楽しんでいる。
空の上に留まる通常技『天の抑留』を使用する。武器は氷冷放射器「逝女（ゆきおんな）」。
実の弟が死んでも平然としている非情な性格だが、弾劾裁判の際には弟を庇う形の発言をしており、またアニメ版では弟の危機に駆けつけたり、十二大戦においてどちらか一人しか生き残れないことに少なからずショックを受けたような様子を見せたことから兄弟としての情は多少なりともあった模様。
空の上から十二大戦の経過を観察していたが、憂城が状況を把握するため断罪兄弟・弟の頭を空の上まで投げ上空俯瞰しようとしたことで発見され、同じように空の上まで投げられた憂城に殺された。体を上下に切断されてしまうが、自身の能力で上半身は浮遊状態で参戦する。
『十二大戦対十二大戦』では、バロン・スーから事前に情報を得ており、戦犯に近いこともあり寝返りも可能と楽観視していた。自分達に敵意を見せるダブル・マインドと遭遇し交戦するも、事前にマペット・ボトルに「逝女」の液体水素を抜かれ、遠距離から放たれたウンスン・サジタリの矢によって殺害された。
断罪兄弟（たつみ きょうだい）弟 / 積田 剛保（つみた たけやす）
声 - 鳥海浩輔
「巳」の戦士。10月10日生まれ（戸籍上）。身長164センチ。体重58キロ。欲しいものは『金が欲しい』。肩書きは『遊ぶ金欲しさに殺す』。
「辰」の戦士（長幸）の双子の弟であり、彼のことを「お兄ちゃん」、「兄君」、「兄貴」などと呼んでいる。「辰」の戦士（長幸）と瓜二つの風貌。
多数の爬虫類を飼育しており、育成ブログを公開している。死亡したペットは火で炙った後に食べて供養する。
周囲の状況を地面からの振動によって把握できる能力『地の善導』の使い手。武器は火炎放射器「人影（ひとかげ）」。
床下で何かの作業中だった砂粒に気を取られている隙に憂城によって大戦が始まる前に殺されていた。首を切断されてしまっているが、自身の能力によって移動中の存在を追跡することは可能。持っている武器を含め、終始他のメンバーにいいように使われている。
『死体作り』の能力で動かされる。この状態で妬良と対峙した際には、彼女に燃料タンクを奪取されていたために蛇拳の構えをとっていた。
『十二大戦対十二大戦』では、兄と同様にマペット・ボトルとウンスリ・サジタリによる遠隔攻撃（タンクの燃料蒸発と遠的）で殺害された。
迂々真（ううま）/ 早間 好実（そうま よしみ）
声 - 緑川光
「午」の戦士。9月9日生まれ。身長230センチ。体重150キロ。欲しいものは『才能が欲しい』。肩書きは『無言で殺す』。
スキッドが付いた手甲と兜を身につけた、屈強な筋肉男。寡黙でほとんど喋らないが、いい声らしい。趣味はボトルシップ。
上記の出鱈目な攻撃力を誇る失井の斬撃を何度も受けてもかすり傷程度という、人体では考えられない強度の防御術『鐙』を使用する。少なくともコンクリートよりは固い。かつて軍隊に入っていたが、あと一歩のところで敗れ去り、肉体改造を行って現在の姿になった。その能力は自身を支える柱であり、弱い自分を隠す鎧でもある。
比較的後ろ向きなメンタリティであったためか、砂粒の和平提案に賛成する。開戦後は同じく賛成派だった失井を探すも、もはや手を組む価値はない状況と判断した彼に襲撃される。斬ることしかできない失井に対して比較的有利な性能であるが、防御に徹していないと破られてしまうのか、結局敗走する羽目になった。鐙を破られたことで心が折れ銀行の金庫室に隠れていたが、寝住を追った断罪兄弟・弟の火炎放射により酸素を奪われ窒息死した。そのせいで憂城の『死体作り』の能力で動く事はなかったが、後に憂城の指示で侵入してきた砂粒によって獣石を回収される。
『十二大戦対十二大戦』では、ルック・ミーに倒されるが防御術により死亡までは至らず、ドクター・フィニッシュによって操り人形にされ必爺と交戦させることで処理された。
必爺（ひつじい）/ 辻家 純彦（つじいえ すみひこ）
声 - チョー
「未」の戦士。8月8日生まれ。身長140センチ。体重40キロ。欲しいものは『時間が欲しい』。肩書きは『騙して殺す』。
最年長でヒゲを生やし、笠を被っている。若い頃から髪から角が生えていた（婿養子であるため、未の家柄とは無関係）。第九回大戦の優勝者であり、「孫の顔が見たい」という願いをかなえ、その孫（声 - 田中あいみ）の代わりに二度目の参加をした。元武器商人で商売のため戦場に赴くうちに戦士としての素質が露わとなり、得意客だった辻家家に婿入りした過去を持つ。超火力の自作爆弾「醜怪送り」を扱う。当初、開始時点の集合場所でいきなり使用して勝負をつけるつもりだったが、殺意に気付いた砂粒が会場を崩落させたことで失敗した。
老いにより戦士としての技量は失っているが長年の経験を活かして立ち回り反則行為も平然と行う。そのため戦士の中では唯一獣石を飲み込まず、ヒゲに隠していた。大戦では獣石を飲み込んでいないことをアドバンテージに参加者の中位ランカーの誰かと結託しようと探し廻っていた。この際、獣石が体外にあるのは「分子結合をコントロールすることができる（＝他の人間からも石を取り出せる）」と説明するつもりだった。その途上に妬良と出くわし交戦、妬良の力量を大会参加者最下位と見誤り殺害された。彼の死体から醜怪送りを回収できたことで、寝住は憂城を倒せたのは妬良の功績と語っている。
「どうしても叶えたいたったひとつの願いと割とそうでもない99の願い」の回想では、寝住に願いを問われ「不老不死」と答えている。
『十二大戦対十二大戦』では、操り人形となった迂々真を燻り殺すために「醜怪送り」を使い果たし、サー・カンサーに降参し殺害された。
砂粒（しゃりゅう）/ 柚木 美咲（ゆうき みさき）
声 - 早見沙織
「申」の女戦士。7月7日生まれ。身長150センチ。体重40キロ。欲しいものは『平和が欲しい』。肩書きは『平和裏に殺す』。
メガネとヘッドフォンがトレードマーク。尻尾が生えている。失井と憂城に並んで実力ランキングトップ3に挙げられるほどの凄腕の戦士であるが、彼女自身は争いごとを好まない究極の平和主義者。お菓子作りが趣味。同棲中の恋人（声 - 安達勇人）とはもう5年の付き合いになり、そろそろ結婚を考えている。
三人の仙人水猿（声 - 大川透）岩猿（声 - 斧アツシ）気化猿（声 - 中博史）の下修行につき、破壊した岩を砂に変える、液体を操る等、物質の三相を操る「仙術」を持つが禁忌として封印している。
自身が持つ力を争いに使わず和平の為に使用したことによりこれまで数多の戦争と内乱を和解に導いてきた。成功の裏にあるたくさんの失敗による争いで生まれてくる負の犠牲を全て飲み込んでなお綺麗事を述べるなど心も強い。ただ、 『十二大戦対十二大戦』での異能肉の回想ではその活動初期においては戦争を止めるため「交戦する両国の指導者を殺害する」などの強引な手段を取っていた様子が描かれている。
十二大戦開始早々必爺が放った殺気を感じ取り、参加者を守るためタワーの床を崩壊させた。その後寝住と共に行動し排水路で身を隠していたが、憂城に場所が割れて地上に出されたことにより交戦。彼が和平協定に賛成だったこともあり、あくまで無力化のための制圧を目的に戦うも、実は枝に断罪・弟の頭部を設置した木の所まで誘き出されており、それによって背後からの攻撃を看破されていることに気付かなかっため、一瞬の不意を突かれ憂城に敗北し、成り果てのゾンビになってしまう。なお、開始前に床下で何かをやっていたようだが、詳細は不明。バラバラになった憂城の死体をパーツとしクリーチャーのような姿へ組み立て、その中へ隠れた（漫画では全裸で）。敗北する前、寝住に「もしも私が死んで『死体作り』に操られるようなことがあったら、君が私を殺して」と何処か悲しげな顔で頼んだ。
『十二大戦対十二大戦』では、サー・カンサーと交渉を行うも停戦協定は成り立たず勝利条件を明確にする交渉に移ろうとした瞬間に、ドクター・フィニッシュの毒で毒死した。
庭取（にわとり）/ 丹羽 遼香（にわ りょうか）
声 - 佐倉綾音
「酉」の女の子戦士。6月6日生まれ。身長153センチ。体重42キロ。欲しいものは『自分が欲しい』。肩書きは『啄んで殺す』。
緑髪にニワトリのトサカの髪留め、羽毛のマントを羽織り、服装はブラジャーとショーツのみと露出度が高い格好をしている。非力であることを自覚しており、自分を守るためなら何でもすることを厭わない「強かさ」の持ち主。ストレスを感じると温泉に行く。使用武器は鋤「鶏冠刺（とさかざし）」。露出度の高い恰好は、返り血対策。
あらゆる鳥類と意思疎通する能力『鵜の目鷹の目（うのめたかのめ）』により戦死者の遺体などの餌を提供することと引き換えに鳥類の協力を得ている。これにより広範囲の情報収集が可能となっている。アニメでは死体の骨を鳥に回収させることで証拠の隠滅なども行っていた。
幼少期より凄惨な虐待を受けて育ち、15歳の時に両親を殺害した過去を持つ。また、それにあたって以前の記憶を全て喪失する。その後丹羽家に引き取られ、戦士として育てられていった。他人に対して「状況の構成要素」という考えの持ち主で関心が無いに等しい。
怒突を騙し一時的に手を組んで、「ワンマンアーミー」を施させた直後に殺害。「死体作り」で動く異能肉を鳥葬で始末した後、鳥の総数の減少及び満腹から能力の実行レベルが下がったことで戦線から一時離脱した際、寝住と遭遇し彼に連れられ砂粒と再会。実は「ワンマンアーミー」のせいで破綻していたメンタルが正常な状態となっており、その状態で砂粒と会話したことで価値観が揺さぶられ動揺してしまう。交渉は断ったものの動揺している最中に失井に出くわし、砂粒を守るため失井と戦い両目を貫かれ、敗れ去った。その後、自らの死体を鳥類に食べられることを決意した。
『十二大戦対十二大戦』では、「鵜の目鷹の目」により戦犯達の動きを監視し、応用で逃亡にも使用している。砂粒が殺害されたことで一人での逃走を決め、怒突を騙し「ワンマンアーミー」を施させた。また怒突の指導や「ワンマンアーミー」の精神への影響でピトフーイを対象の体内に侵入させ毒殺する新技「百舌鳥の毒」を開発している。置き土産としてウンスリ・サジタリを殺害し、海を泳ぎ逃走を図るが、マペット・ボトルの能力が海にまで及ぶとは思い至らず溺死した。
怒突（どつく）/ 津久井 道雄（つくい みちお）
声 - 西村朋紘
「戌」の戦士。5月5日生まれ。身長177センチ。体重52キロ。欲しいものは『勝ちが欲しい』。肩書きは『噛んで含めるように殺す』。
イヌというより、オオカミのような見た目でイヌ耳と尻尾が生えている。能力は噛みつき技『狂犬鋲』を隠れ蓑とし、体内で調合した毒を感染させる『毒殺師』。また体内で解毒剤も生成することが出来、獣石の解毒剤も生成していた。また毒は毒でも「殺さない毒（ドーピング）」も可能であり、庭取は彼が持つ秘薬「ワンマンアーミー」を狙っていた。
普段は保育士として働いており、働きぶりは真面目で子ども達や保護者達からの評判は良い。料理もできる様子。社会的モラルから外れ一般的社会では生きていけない子供を殺害することに後味の悪さを覚え、素質のある子供を適切な組織へ流すことを本業としている。その為、自身を戦犯に近い戦士と自覚し責任を感じている。
十二大戦では当初地下で身を潜め、数が少なくなった終盤で行動を移そうと考えていた。しかし庭取に見つかり彼女に誘われ、庭取を利用し尽くして殺すつもりで手を組んだ。「歩く死体」となった異能肉と遭遇し、庭取に戦わせるために「ワンマンアーミー」を注入する。策を思案している隙を突かれ、目的を達成した庭取に顔を潰されてしまい死亡する。
実は娘（義理）がいる。かつて間違って変態に売り飛ばしてしまった少女であり、売却先を直々に襲撃して救出した。彼女もまた社会不適合者なのかなど、何を以て「間違い」なのかは不明。映像化に当たって、寝住からはこの身の上話を聞いた上で「生き返らせたくない面子」の一人に数えられていることが判明した。
『十二大戦対十二大戦』では、かつて自身が商品として売り渡した教え子のドクター・フィニッシュとゴー・トゥ・ヘヴンが戦犯側にいたため戦いに消極的となっていた。自身に「ワンマンアーミー」を多重投与しようとする素振りを見せたドクター・フィニッシュを止めようと麻酔を施そうとするが、意図せず異能肉の射戦を塞ぐ形となり彼女の銃弾により死亡した。
異能肉（いのうのしし）/ 伊能 淑子（いのう としこ）
声 - 日笠陽子
「亥」の女性戦士。4月4日生まれ。身長176センチ。体重60キロ。欲しいものは『愛が欲しい』。肩書きは『豊かに殺す』。
左目尻に泣きボクロ、両耳にイノシシのキバのピアスをつけている。本来、参加権を持っていたのは妹だったが、彼女を殺害して（アニメでは自殺に追い込んで）権利を奪っている。彼女の父親（声 - 楠見尚己）は前回の第十一回十二大戦の覇者。使用武器は機関銃「愛終（あいしゅう）」・「命恋（いのちごい）」。弾切れなく機関銃を乱射し続ける能力『湯水のごとく（ノンリロード）』の使い手。
ミスをするとすぐさま鉄拳制裁をする虐待的なまでに苛烈な教育方針を持つ父親に技術を叩き込まれ、一方で母から超がつくほど溺愛されてきた。相反する両者の期待を公平に応えた結果、ドレッシーな服装だが、両手に機関銃を持っておくという現在のスタイルになった。
十二大戦開始直後、憂城と交戦。断罪兄弟・弟の気配に気付けず、後ろから羽交締めされてしまい、憂城に腹を一突きされ敗れる。死体を利用されるが、庭取の呼び寄せた鳥類の群れと交戦。能力で多数の鳥を撃ち落とすも最終的に「鳥葬」され、肉片も残さずに消滅した。
「どうしても叶えたいたったひとつの願いと割とそうでもない99の願い」の回想では、寝住に願いを問われ「35億人のイケメンに囲まれたハーレム」と答えている。
『十二大戦対十二大戦』では、砂粒が死亡したことを受け、本心では彼女に友情を感じていたことを自覚し意思を継ごうとする。図らずも怒突を殺害してしまったことで生じた隙を突かれ、ドクター・フィニッシュの投擲した真空管注射器により血液を失い死亡した。

### 十二星座の戦犯
『十二大戦対十二大戦』に登場。全員が共通して戦争を憎んでおり、選ばれし十二人の戦士を殺害することで人々の価値観を揺さぶろうとしている。また、捕らえられれば極刑となることが確実な為、自分達の死すらも厭わない。
順番は「牡羊」から「魚」に至る星座の一般的な記順に基づく。名前は「十二星座の戦犯」としての名前 / 本名の順。
フレンド・シープ/メーランド・シェリー
「牡羊」の戦犯。4月4日生まれ。欲しいものは『お洋服が欲しい』。肩書きは『数えて殺す』。
巨大な櫛とバリカンを持った少女。羊の耳の形にスカーフを結んでいる。
戦地でのボランティアとして羊毛で編んだ洋服を戦士達に施していたが、ある時、羊毛が無くなった際に代用品として捕虜の髪の毛や内臓で編んだ洋服を作り、それを生き残った捕虜にも（本人はあくまでも善意で）与えたことで戦犯となった。
能力は催眠術。どんな相手でも100秒で眠らせる。死体を洋服のように纏い、自己催眠をかけることで対象に成り代わることができる。自己催眠は名乗りを挙げると解ける。
十二大戦の開始前に寝住を殺し、彼に成り代わり戦士の集まりに潜り込み、自己催眠が解けると同時に「ねずみさん」で得た別の分岐の十二大戦の知識から、危険と判断した失井と憂城を殺害した。
砂粒とサー・カンサーの交渉の場では、バロン・スーに成り代わり催眠が解けると同時に砂粒に不意打ちを仕掛けようとするが、異能肉により射殺された。

ルック・ミー/ルーク・ミッシェル
「牡牛」の戦犯。5月5日生まれ。欲しいものは『赤ちゃんが欲しい』。肩書きは『誓って殺す』。
花嫁衣裳の大柄な女性。ウェディングケーキを切るナイフを持つ。「ここに誓います」が口癖で、よく「誓います誓いますうるさい」と突っ込まれる。
実子がいないにも拘らず戦地生まれの嬰児を自分の子と思い込み誘拐を繰り返したことで未成年者略取の罪で戦犯となった。ただし誘拐した嬰児は手厚く育て、赤ん坊でなくなれば実の両親に返している。
対象と自分の遺伝子を混ぜ合わせた戦士を生み出す『想像認信(イマジナリーチャイルド)』の使い手。生み出された戦士は5分程で融解するため、「我が子」の死を見続けて精神を病んだ。
アイアン・メイに同行し、「鵜の目鷹の目」で上空を移動する戦士達の前に姿を見せ、交渉が失敗に終わると自殺した。

ダブル・マインド/姉－W2222   弟－M2222
「双子」の戦犯。6月6日生まれ。欲しいものは『選択肢が欲しい』。肩書きは『選択の余地なく殺す』。
水兵の制服を着た双子で、姉は小柄だが弟は巨体。姉はクロスボウ、弟はウォーハンマーを持っている。二人同時に同じセリフを話す。
卓越した戦士を生み出すための実験の失敗で生まれた二卵性の双子。精神の大部分を共有している。別々の施設に幽閉され、別々の団体に保護されたが、とある戦場で再会を果たす。
姉は空母を、弟は原潜を窃盗したことで戦犯となった。
盗んだ艦船の艦載機や武装を精神共感の応用で遠隔操作して戦士たちを攻撃するが、策を見抜かれダンディ・ライオンともども死亡した。

サー・カンサー/シーザー・カエサル
「蟹」の戦犯。7月7日生まれ。欲しいものは『名誉が欲しい』。肩書きは『紳士的に殺す』。雨傘を持つ紳士。傘の裏地は蟹のような赤色。
完全な和解を目的に国家間の争いを仲立ちし収めてきた平和主義者。終戦後も一切のわだかまりを無くすために活動を続けたことで内通の冤罪をかけられ戦犯となった。第八回十二大戦に十二歳で参加し、わずか十二分で優勝したが、願いを行使し、その記録を消している。
戦争を無くすための悪あがきとして、戦争の象徴である「十二大戦」を台無しにすることを企画し十二戦犯を纏め上げ、十二大戦に出資する有力者とのコネを活用し、戦士などの情報を集め「偽の第十二回十二大戦」を開催した。
砂粒との交渉の際に、怒突の毒によって死亡した。

ダンディ・ライオン/本名同じ
「獅子」の戦犯。8月8日生まれ（但し母国を支配した際に自身の星座を獅子座に変えるため強引に改暦したもの）。欲しいものは『星が欲しい』。肩書きは『統べて殺す』。勲章を付けた軍服にライオンの鬣のような髪をした巨漢。
巨大国家の元空軍落下傘部隊ソルジャー。人心を掌握し政府を転覆させるも、反対派に行った処刑方法が国際的に問題視され戦犯となった。
戦犯達のリーダー格であり、「十二星座の戦犯」の名付け親。
事前に安全に見える抜け道を用意した上でダブル・マインドの操るミサイルと戦闘機で戦士達に爆撃を仕掛け、抜け道に逃げ込んだ戦士達を襲撃しようと策を練るが、砂粒に読まれ回収されたミサイルを罠に使われ消滅した。

アイアン・メイ/アンディ・マルアル
「乙女」の戦犯。9月9日生まれ。欲しいものは『ご主人様が欲しい』。肩書きは『仕えて殺す』。
ツインテールの髪型に前面がはだけたメイド服の女装男子。仲間から「魔法少女」と呼ばれる。
男尊女卑とレディーファースト、男女平等が鼎立する新興国に生まれ、徴兵を回避するために女性として育てられた。違法工作が体制に露見し戦場に送られるが上官や敵将に取り入り籠絡することで戦闘を回避し続けたことで、敵前逃亡及び、猥褻物陳列罪により戦犯となった。
魔女の祖母から静電気帯電性のスチール製の箒を受け継いでおり、空を飛べる。
空を移動する戦士達の前に、ルック・ミーと共に姿を見せ、降参を促すが拒否された為、サー・カンサーの指示に従い砂粒に精神的負荷を与えるだけのために自殺した。

バロン・スー/アーロン・スミス
「天秤」の戦犯。10月10日生まれ。欲しいものは『罰が欲しい』。肩書きは『間を取って殺す』。巨大なフック付きの分銅を持った男装の麗人。
元戦争裁判の裁判官。「裁く者」、「許す者」としての矜持を持ち、あらゆる戦争犯罪者の罪を許すため、和解のための裏取引や暗殺さえも繰り返した結果、法廷侮辱罪で戦犯となった。
断罪兄弟とも面識があり、彼らに戦犯側につくよう打診してきた。
交渉の際に仕切り役として指名されたが既にフレンド・シープに成り代わられており、フレンド・シープが銃殺されると同時に死亡した。

スカル・ピョン
「蠍」の戦犯。11月11日生まれ。欲しいものは『名前が欲しい』。肩書きは『嫌々殺す』。
エナメル素材の体にフイットした黒い衣装。顔をマスクで隠す。機械的な口調（作中では電報のようなカタカナ表記）で喋る。
実在すらも疑われる程の伝説の暗殺者。戦犯としての名以外のすべてのパーソナリティが不明。
異能肉を殺害するための囮役を買ってで、自身と服に二丁機関銃の銃口を向けさせ銃殺された。

ウンスン・サジタリ/臼杵 指足（うすき さしたり）
「射手」の戦犯。欲しいものは『住所が欲しい』。12月12日生まれ。肩書きは『狙い澄まして殺す』。弓道着を着て和弓を持った、顔に傷跡のある男。十数キロ先から正確に標的を射抜く腕前の持ち主。
元軍事産業コンツェルンの社員。不正に対し義憤にかられ、秘匿データを公開するが、同時に軍事兵器の設計情報も公開してしまっため数百万〜一千万人の犠牲を出し機密漏洩罪で戦犯となった。弓矢を得物としているのもその反省から原始的な武器を選んだため。
ダブル・マインドとマペット・ボトルと連携して断罪兄弟を射殺する。庭取の新技「百舌鳥の毒」によって死亡した。

ゴー・トゥ・ヘヴン/梧桐 ヴァルキリー（ごとう ヴァルキリー）
「山羊」の戦犯。1月1日生まれ。欲しいものは『健康が欲しい』。肩書きは『病的に殺す』。山羊角をあしらった車椅子に乗った裸足の女性。
胎児だった頃に民間人の母親と共に対人地雷の犠牲となるが、違法で倫理観の欠けた医療行為により治療された。無意識に刻まれた恐怖心により地面を歩けず車椅子で移動する。実は怒突の商品だった時期もあり、様々な国で人身売買や誘拐の被害に遭い続けたことで戦争と人類を憎み、すべての地雷を撤去するために自作した強力な地雷を使用する。結果、違法兵器所有罪で戦犯となった。
十二戦士が全滅した後に、ドクター・フィニッシュと共に、自身が仕掛けた地雷を使い、自滅したように見える形に工作を行い自殺した。

マペット・ボトル/トーマス・B・トールズ
「水瓶」の戦犯。2月2日生まれ。欲しいものは『水が欲しい』。肩書きは『ウェットに殺す』。
透明なレインコートに白い長靴。レインコートは耐火性で、バケツとホースを持つ。丁寧な言葉使いをする。
十二戦士に憧れていたが非戦闘地域に生まれたため、自身で行った放火を自身で消火するマッチポンプを繰り返していた。しかしその行為が徐々にエスカレートしていき、最終的に消火に失敗し故郷を丸焼けにしたことで隠蔽のためにダムを決壊させ、沈めている。終戦後に勝利国の検証により罪が暴かれ放火罪で戦犯となった。
液体を自在に操る能力を持つ。人間の血液を操ることも可能だが対象に触れる必要がある。
スカル・ピョンが作った隙を突いて異能肉に触れ、血液を蒸発させようとするが、砂粒が死に際に施したコーティングにより不発に終わり銃殺された。

ドクター・フィニッシュ/ノクターン 不二（ノクターン ふじ）
「魚」の戦犯。3月3日生まれ。欲しいものは『モルモットが欲しい』。肩書きは『生かして殺す』。
注射器を武器に持つ女医。魚の尾びれのような長髪で、魚鱗状の模様または血痕のついた白衣をまとっている。
幼い頃から収容所内で治療を行い、その腕を買われて所長と結婚するも、新郎と一族を毒殺して逃走。素性を偽って野戦病院に勤めるが正体がばれ、裏で行っていた人体実験も露見したことで医師法違反の罪に問われ戦犯となる。
怒突の商品だった時期があり、彼から毒物の扱い方を学んでいるが、彼のことは顔も名前も覚えていない。
ドゥデギャブルに変装し、偽りのルールを戦士達に伝えた。その後、一人になった妬良を安楽死させた。
ゴー・トゥ・ヘヴンと共に最後まで生き残るも、自分達の地雷で自殺した。

### その他
ドゥデキャプル
声 - 安元洋貴
十二大戦の審判員。シルクハットをかぶった中年男性のように見えるが年齢や性別すらも定かではない。
漫画版では獣石の取り出し方法の説明で自分の腹を裂いたりしているが、すぐにそのような跡はなくなっている。
ナビィ
漫画版にのみ登場。第十二回十二大戦の報告係（レポーター）を務めるシルクハットの青年。本名は三田修士。ドゥデキャプルの血縁者。
同時に複数の場所に現れる能力がある。正確には自分を増やす能力「無限増殖（コピー＆ペースト）」であり、どれが本物などと言う話ではなくすべてが本人。この特性により、記憶はすべて共有され、また誰か一人でも生き残っていれば再度増やすことができる。一方、すべてが本人だからこそ増やした自分を死亡以外に消滅させることができず、さらに「自分」が多いほど老化が加速してしまう（人数＝倍率なのかは不明）。
伊能 清子
声 - 洲崎綾
異能肉の妹。第十二回十二大戦の参加者だったが、姉に殺害され参加権を奪われた(アニメでは追い詰められ自害している)。

## 用語
十二大戦
十二年に一度開催されるバトルロイヤル。干支の名を宿す十二人の異能の戦士達が互いの命をかけて殺しあう。作中は12回目の開催。
戦士たちには知らされていないが、ごく少数の有力者が国そのものをチップとして賭ける代理戦争でもある。賭けのルールは、6人の脱落者が出るまで見物し、そこからチップを賭けていく。そのため、それまでの戦績によってオッズが変動する(消極的・強さが分かりづらいものへの賭け率が少なくなる)。
会場の準備だけでも膨大な費用をかけている。第九回大会では宇宙ステーションが用意され、今回の大会では大都市をゴーストタウンにした。なお、件の宇宙ステーションは必爺によって爆破されたが特に賠償はない様子。
この戦いに勝ち残った者は、ひとつだけどんな願いも叶えることが出来る。死者の蘇生などの無茶な願いも受け付ける様子。
ルールは毎回変更される。今回のルールは、それぞれ飲み込んだ毒の塊「獣石（じゅうせき）」をとりあい、12個全て集めた者が優勝というもの。このルールは、前回大会で亥の戦士が海外にまで戦線を拡大したことを受けたためらしい。
『十二大戦対十二大戦』での12回目の大会は戦犯の乗っ取りにより、十二星座の戦犯を生死を問わず捕らえ、達成の際には戦士全員の願いが叶うと言う偽りのルールで開始された。
獣石（じゅうせき）
十二大戦のキーアイテムとなる猛毒結晶。人間の胃酸のみに独特な化学反応を起こし、飲み込んでから約12時間後に死亡する(個人差あり)。なお、宝石自体はかなり頑丈で、強力な破壊力や爆発でも傷一つつけることは不可能である。

## 既刊一覧

### 小説
- 西尾維新（著） / 中村光（イラスト） 『十二大戦』 集英社、2015年5月19日発売[7]、ISBN 978-4-08-780755-4
  - 「JUMP j-BOOKS版」2017年10月4日発売[8]、ISBN 978-4-08-703432-5
- 西尾維新（著） / 中村光（イラスト） 『十二大戦対十二大戦』 集英社、2017年12月12日発売[9]、ISBN 978-4-08-703440-0

### 漫画
暁月あきらの作画で、集英社のウェブコミック配信サイト『少年ジャンプ+』にて、2017年9月23日から2018年5月12日まで連載。
- 西尾維新（原作） / 中村光（キャラクターデザイン） / 暁月あきら（作画） 『十二大戦』 集英社〈少年ジャンプ+〉、全4巻
  1. 2017年11月2日発売[11]、ISBN 978-4-08-881270-0
  2. 2018年1月4日発売[12]、ISBN 978-4-08-881328-8
  3. 2018年4月4日発売[13]、ISBN 978-4-08-881371-4
  4. 2018年7月4日発売[14]、ISBN 978-4-08-881418-6

## テレビアニメ
2017年3月にテレビアニメ化が発表され、2017年10月から12月まで後日談の『どうしても叶えたいたったひとつの願いと割とそうでもない99の願い』までを含めた内容が放送された。

### スタッフ
- 原作 -「十二大戦」
  - 小説 - 西尾維新[2]
  - イラストレーション - 中村光[2]
- 監督 - 細田直人[2]
- シリーズ構成 - 村井さだゆき[2]
- キャラクターデザイン - 嘉手苅睦[2]
- クリーチャーデザイン - 坂上怜司[2]
- プロップデザイン - 山田裕子[2]、鈴木政彦[2]
- 殺陣アニメーター - 岩崎安利[2]
- 3Dストラクチャデザイン - 高畠聡[2]
- 3D背景ディレクター - 三好紀彦[2]
- 美術設定 - 小島伸一[2]
- 美術監督 - 田山修[2]
- 色彩設計 - 村田恵里子[2]
- 撮影監督 - 関谷能弘[2]
- CG特技監督 - 阿尾直樹[2]
- 編集 - 吉武将人[2]
- 音響監督 - 小泉紀介
- 音楽 - 椎名豪[2]
- 音楽制作 - エイベックス・ピクチャーズ[2]
- プロデューサー - 松村一人[2]、堀口広太郎[2]、塩谷佳之[2]、亀井博司[2]、中川岳[2]、清水美佳[2]、相島豪太[2]、石橋諒一[2]、大和田智之[2]
- アニメーションプロデューサー - 森口博史[2]、熊瀬太郎[2]
- アニメーション制作 - グラフィニカ[2]
- 製作 - 十二大戦製作委員会（エイベックス・ピクチャーズ、グラフィニカ、TOKYO MX、 MBS、A-Sketch、エー・ティー・エックス、GYAO、スタジオマウス、創通、BS11）

### 主題歌
オープニングテーマ「ラプチャー」（第1話 - 第12話）
作詞・作曲 - 岩渕想太 / 編曲・歌 - パノラマパナマタウン
第1話ではエンディングテーマとして使用。
エンディングテーマ「化身の獣」（第2話 - 第12話）
作詞 - 伴都美子 / 作曲・編曲 - 澤野弘之 / 歌 - Do As Infinity
挿入歌「Silver Moon」（第10話）
作詞 - Benjamin、mpi / 作曲・編曲 - 澤野弘之 / 歌 - Do As Infinity

### 各話リスト
| 話数     | サブタイトル                                                   | 脚本                  | 絵コンテ            | 演出                | 作画監督                                                                                              | 総作画監督 |
| -------- | -------------------------------------------------------------- | --------------------- | ------------------- | ------------------- | --- | ---------- |
| 第一話   | 猪も七代目には豚になる                                         | 村井さだゆき          | 細田直人            | 細田直人            | 堀越久美子                                                                                            | 嘉手苅睦   |
| 第二話   | 鶏鳴狗盗                                                       | 山田哲弥              | 細田直人 久保雄介   | 小林公二 久保雄介   | 大籠之仁                                                                                              | 山田裕子   |
| 第三話   | 牛刀をもって鶏を裂く                                           | 髙橋龍也              | 小野竜太            | 小野竜太            | 大川義史                                                                                              | 嘉手苅睦   |
| 第四話   | 敵もさる者ひっかく者                                           | 高木登                | 細田直人            | 黒川智之            | 金一培 金禧江 Lee Boo Hee                                                                             | 山田裕子   |
| 第五話   | 羊の皮をかぶった狼                                             | 山田哲弥 村井さだゆき | 三浦和也            | 三浦和也            | 能海知佳 古泉竜五 敷島博英 増田敏彦                                                                   | 鈴木政彦   |
| 第六話   | 千里の馬も蹴躓く                                               | 村井さだゆき          | 原博 久保雄介       | 原博                | 堀越久美子 辻浩樹 柴田健児                                                                            | 大籠之仁   |
| 第七話   | 竜頭蛇尾（先攻）                                               | 山田哲弥              | 道解慎太郎          | 道解慎太郎          | 大川義史 鞠野黄英                                                                                     | 山田裕子   |
| 第八話   | 竜頭蛇尾（後攻）                                               | 山田哲弥              | 牧原亮太郎          | 香川豊 中嶋清人     | 松本和志 桜井このみ 飯飼一幸 飯塚葉子                                                                 | 鈴木政彦   |
| 第九話   | 二兎追うものは一兎も得ず                                       | 髙橋龍也              | 阿尾直樹            | 小林公二 阿尾直樹   | 柴田健児 志賀道憲 甲田正行 山口飛鳥                                                                   | 嘉手苅睦   |
| 第十話   | 虎は死んで皮を残す                                             | 髙橋龍也              | 牧原亮太郎 杉山慶一 | 石山タカ明 中野彰子 | 大川義史 鞠野黄英 中野彰子                                                                            | 山田裕子   |
| 第十一話 | 人の牛蒡で法事する                                             | 村井さだゆき          | 久保雄介            | 久保雄介            | 湯本雅子 李烔鎬 島袋智和 岩崎安利 Lim Seonhui Jeong Jihui Choei Yeonghui 松本和志 粟井重紀 桜井このみ | 大籠之仁   |
| 第十二話 | どうしても叶えたいたったひとつの願いと割とそうでもない99の願い | 村井さだゆき          | 細田直人            | 小林公二            | 堀越久美子 山口飛鳥 岩崎安利                                                                          | 嘉手苅睦   |

### 放送局
| 放送期間                 | 放送時間                     | 放送局   | 対象地域   | 備考                                 |
| ------------------------ | ---------------------------- | -------- | ---------- | ------------------------------------ |
| 2017年10月3日 - 12月19日 | 火曜 23:30 - 水曜 0:00       | AT-X     | 日本全域   | 製作参加 / CS放送 / リピート放送あり |
| 2017年10月4日 - 12月20日 | 水曜 2:30 - 3:00（火曜深夜） | 毎日放送 | 近畿広域圏 | 製作参加 / 『アニメ特区』第1部       |
| 2017年10月6日 - 12月22日 | 金曜 0:00 - 0:30（木曜深夜） | TOKYO MX | 東京都     | 製作参加                             |
|                          | 金曜 0:30 - 1:00（木曜深夜） | BS11     | 日本全域   | 製作参加 / BS放送 / 『ANIME+』枠     |

| 配信期間                  | 配信時間                   | 配信サイト |
| ------------------------- | -------------------------- | --- |
| 2017年10月6日 - 12月22日  | 金曜 12:00 更新            | GYAO! GYAO!ストア dTV MBS動画イズム                                                                                     |
| 2017年10月9日 - 12月25日  | 月曜 12:00 更新            | U-NEXT アニメ放題 dアニメストア hulu あにてれ PlayStation Video ひかりTV Rakuten TV ビデオマーケット ニコニコチャンネル |
| 2017年10月10日 - 12月26日 | 火曜 19:00 更新            | TSUTAYA TV |
| 2017年10月11日 - 12月27日 | 水曜 0:00（火曜深夜） 更新 | J:COMオンデマンド |
| 2017年10月23日 - 12月25日 | 月曜 12:00 更新            | バンダイチャンネル |
| 2017年10月25日 -          | 水曜 0:00（火曜深夜） 更新 | ビデオパス J:COMオンデマンドメガパック milplus                                                                          |

### BD / DVD
| 巻  | 発売日         | 収録話          | 規格品番     | 規格品番   |
| 巻  | 発売日         | 収録話          | BD           | DVD        |
| --- | -------------- | --------------- | ------------ | ---------- |
| 1   | 2017年12月27日 | 第1話 - 第2話   | EYXA-11720   | EYBA-11714 |
| 2   | 2018年1月31日  | 第3話 - 第4話   | EYXA-11721   | EYBA-11715 |
| 3   | 2018年2月28日  | 第5話 - 第6話   | EYXA-11722   | EYBA-11716 |
| 4   | 2018年3月28日  | 第7話 - 第8話   | EYXA-11723   | EYBA-11717 |
| 5   | 2018年4月25日  | 第9話 - 第10話  | EYXA-11724   | EYBA-11718 |
| 6   | 2018年5月30日  | 第11話 - 第12話 | EYXA-11725   | EYBA-11719 |
| BOX | 2018年12月21日 | 第1話 - 第12話  | EYXA-12115/6 |            |

| 毎日放送 アニメ特区 第1部                 | 毎日放送 アニメ特区 第1部 | 毎日放送 アニメ特区 第1部          |
| 前番組                                    | 番組名                    | 次番組                             |
| ----------------------------------------- | ------------------------- | ---------------------------------- |
| NEW GAME!! ※UHFアニメ                     | 十二大戦                  | オーバーロードII ※UHFアニメ        |
| TOKYO MX 金曜0:00 - 0:30（木曜深夜）枠    |                           |                                    |
| 最遊記RELOAD BLAST                        | 十二大戦                  | デスマーチからはじまる異世界狂想曲 |
| BS11 ANIME+ 金曜0:30 - 1:00（木曜深夜）枠 |                           |                                    |
| ゲーマーズ!                               | 十二大戦                  | デスマーチからはじまる異世界狂想曲 |

## 舞台
2017年12月19日、「十二大戦」が舞台化される旨の発表があった。
2017年12月26日、公演詳細発表。

### 会場
- 兵庫公演：新神戸オリエンタル劇場（2018年5月4日 - 5日）
- 東京公演：シアター1010（2018年5月9日 - 13日）

### スタッフ
- 原作：西尾維新「十二大戦」（集英社）[22]
- 脚本・演出：伊勢直弘[22]
- 音楽：椎名豪[22]

### キャスト
- 寝住：北村諒[22]
- 失井：滝川広大[22]
- 妬良：今村美歩[22]
- 憂城：才川コージ[22]
- 断罪兄弟・兄：橋本祥平[22]
- 断罪兄弟・弟：長谷川慎也[22]
- 迂々真：横山真史[22]
- 必爺：原勇弥[22]
- 砂粒：竹内夢[22]
- 庭取：梅村結衣[22]
- 怒突：伊阪達也[22]
- 異能肉：護あさな[22]
- ドゥデキャプル：和泉宗兵[22]